# Passage Dombasle
Le passage Dombasle est une voie du 15e arrondissement de Paris.

## Situation et accès

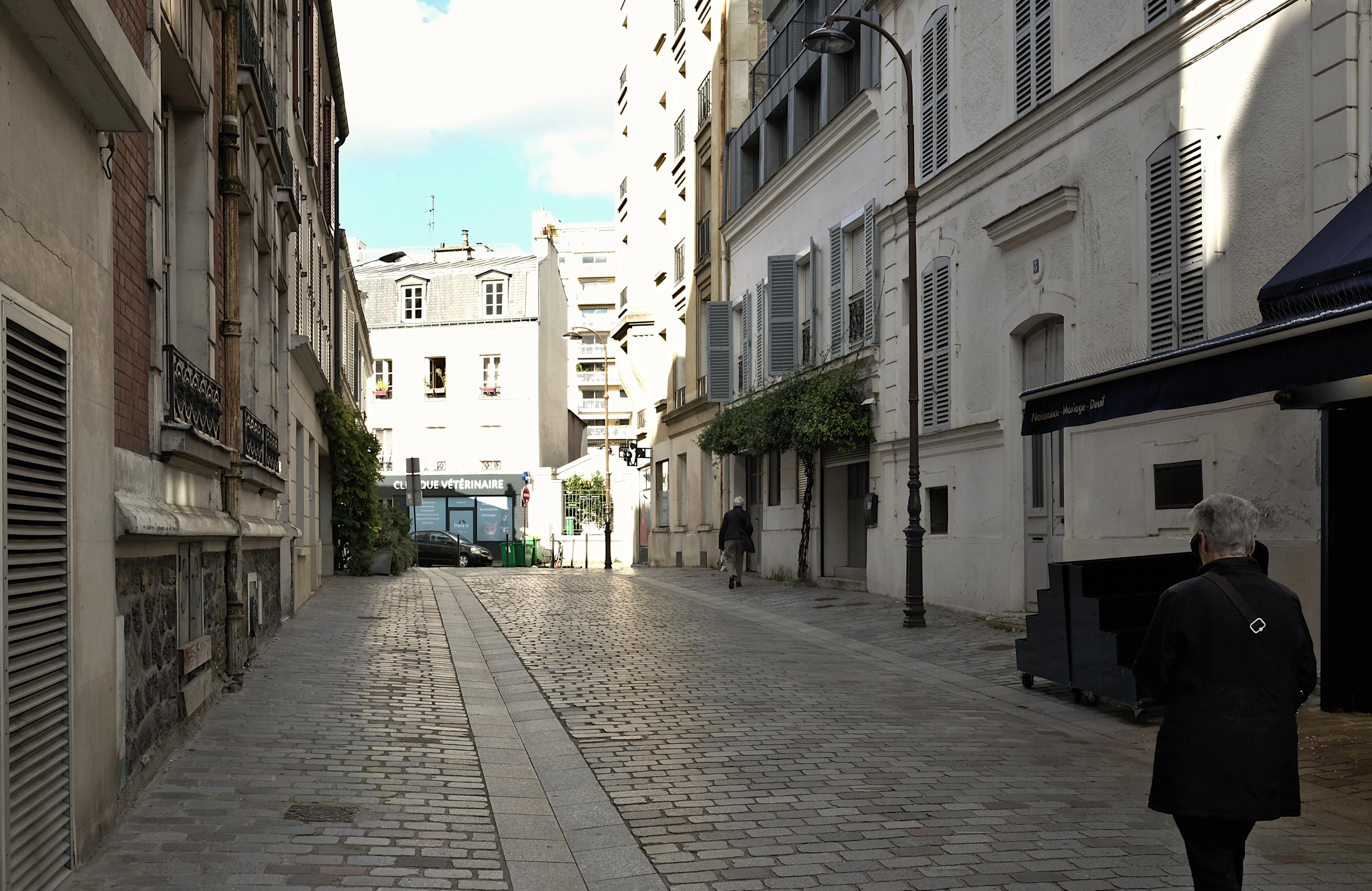
Passage Dombasle en 2024.

Le passage commence rue de la Convention et se termine rue de l'Abbé-Groult.

## Origine du nom

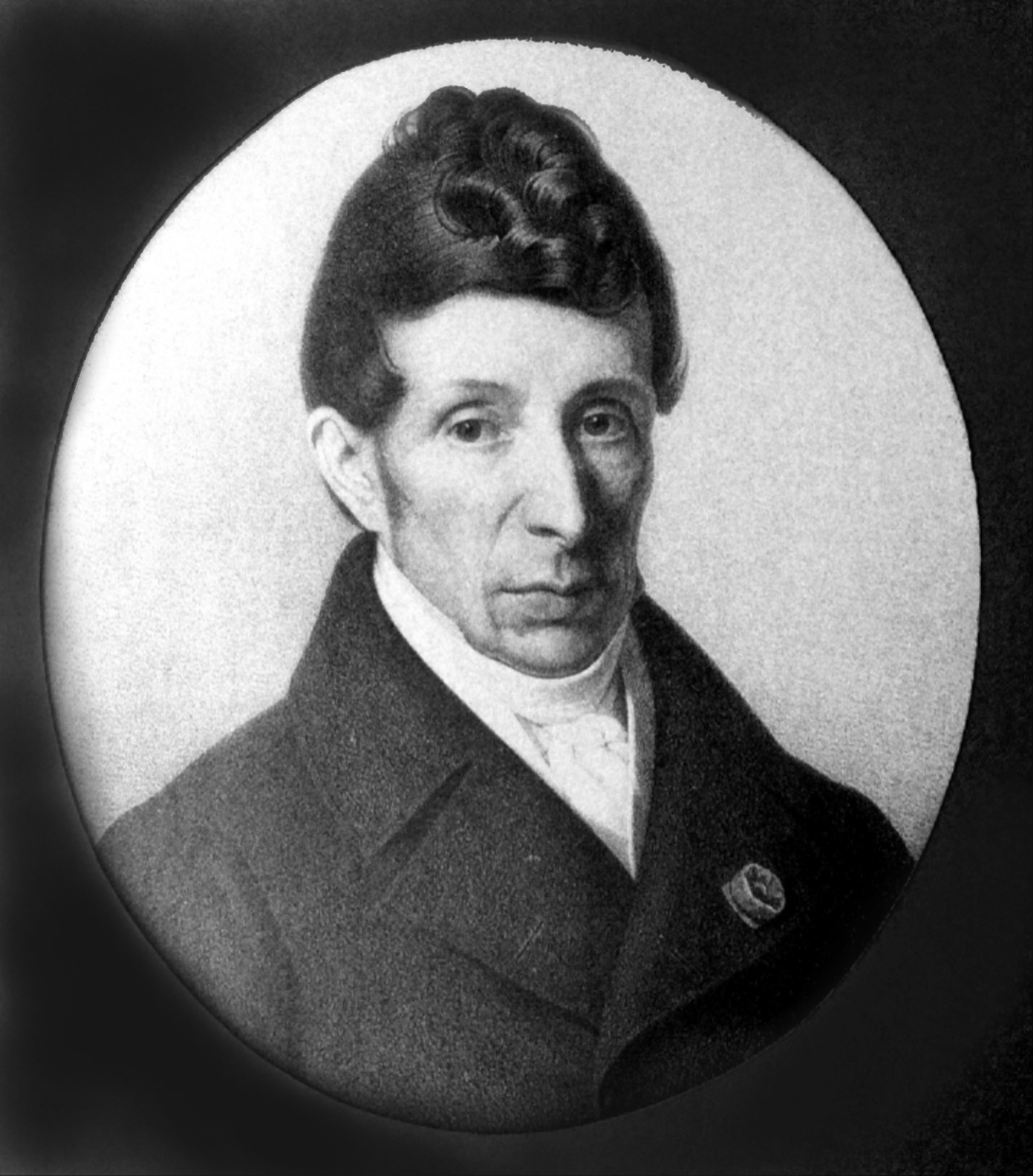
Mathieu de Dombasle.

Son nom vient la proximité avec la rue Dombasle, qui porte le nom de l'agronome français Christophe-Joseph-Alexandre Mathieu de Dombasle (1777-1843).

## Historique
Cette voie, qui était initialement une partie du « passage des Acacias », est raccordée à la voirie de Paris après 1863 et prend son nom actuel 10 novembre 1873. 
En 1946, la partie du passage Dombasle comprise entre les rues de la Convention et Dombasle est rattachée à la rue de Dantzig. 

## Bâtiments remarquables et lieux de mémoire
- No 6 : centre culturel de l'ambassade du Portugal, l'Institut Camões.